# شهدخوار بانرمن
شهدخوار بانرمن (نام علمی: Cyanomitra bannermani) نام یک گونه از تیره شهدخواران است که در آنگولا، جمهوری دموکراتیک کنگو و زامبیا یافت می‌شود.